# Sabancı Holding
A Hacı Ömer Sabancı Holding A.Ş. – ismertebb nevén Sabancı Holding – Törökország második legnagyobb ipari és pénzügyi konglomerátuma a Koç Holding után. A Sabancı család tulajdonában lévő holdinghoz 71 cég tartozik, melyek többek között a pénzügyi szektorban, az autó- és kerékgyártásban, a textiliparban, a cementiparban, a vegyiparban, az energiaszektorban, a turizmusban és az élelmiszeriparban tevékenykednek, 18 országban. Ezen felül a Sabancı Holding olyan külföldi cégekkel áll partneri kapcsolatban, mint a Citigroup, a Bridgestone, a Toyota, a Hilton International, a Mitsubishi, a Bekaert, a Carrefour, a Verbund vagy a Philip Morris. A cég részvényeivel kereskednek az isztambuli tőzsdén (IST:SAHOL). Az isztambuli (Levent)  székhelyű cég több mint 50 000 alkalmazottat foglalkoztat. 2007-ben a konglomerátum bevétele 19,3 milliárd dollár volt.
A cég elnöke Güler Sabancı, Törökország egyik legsikeresebbnek tartott üzletasszonya, akit a Financial Times 2005-ben Európa nyolcadik legsikeresebb üzletasszonyának választott.
A Sabancı Holding tulajdonát képezi Isztambul egyik magánegyeteme, a Sabancı Egyetem is.

## Külső hivatkozások
- Hivatalos honlap (angolul) (törökül)